# Praletryna
Praletryna – substancja owadobójcza z grupy pyretroidów. Jest używana w gospodarstwach domowych jako środek przeciwko komarowatym, karaczanom i muchom domowym. Stanowi bardzo toksyczną substancję dla organizmów wodnych.